# Estação Gagarinskaia (metro de Samara)
Gagarinskaia (em russo:  Гагаринская) é uma das estações da Linha 1 do Metro de Samara, na Rússia. A estação «Gagarinskaia» está localizada entre as estações «Sportivnaia» e «Moskovskaia».